# Super Powers
Super Powers foi inicialmente uma coleção de action figures da Kenner Toys dos anos 1980, baseada em personagens da DC Comics (No Brasil, no ano de 1987, a companhia Estrela lançou os bonecos).[carece de fontes?]
Os bonecos tinham mecanismos que permitiam que partes deles se mexessem quando outras partes eram pressionadas (por exemplo, o boneco de Superman dava um soco se apertassem suas pernas; o de Homem-Borracha esticava o pescoço se apertassem seus braços; o de Brainiac dava um pontapé se apertassem seus braços.

## A coleção
Os bonecos lançados no Brasil foram:
Heróis:
- Superman
- Batman
- Robin
- Aquaman (com tridente)
- Mulher-Maravilha (com laço dourado)
- Arqueiro Verde (com arco)
- Lanterna Verde (Hal Jordan) (com bateria energética)
- Homem-Borracha
- Flash (Barry Allen)
- Gavião Negro (com maça)
- Capitão Marvel (SHAZAM!)
- Cyborg (DC Comics) (com mãos intercambiáveis. Ele poderia permutar entre mão bionica, garra robótica e projetor sônico)

Vilões:
- Pinguim (com guarda-chuva)
- Coringa (com marreta)
- Lex Luthor (com cyber-traje Lexxoriano)
- Brainiac (versão andróide)
- Darkseid (com capa de monarca. Este era o único boneco que precisava de baterias; acendia os olhos quando tinha as pernas pressionadas. Isto representava seu "Efeito Ômega")

A coleção americana porém, além destas, apresentava figuras adicionais:
Heróis:
- Senhor Destino
- Samurai
- Tornado Vermelho
- Caçador de Marte
- Faraó Dourado
- Senhor Milagre
- Nuclear
- Orion

Vilões:
- Kalibak
- Desaad
- Parademônio
- Steppenwolf
- Senhor Frio
- Tyr (DC Comics)
- Cyclotron
- Mantis (DC Comics)

## Séries animadas
Baseada na coleção, a Hannah-Barbera lançou as séries animadas Super Friends: The Legendary Super Powers Show e The Super Powers Team: Galactic Guardians, que no Brasil ficou sendo as duas últimas temporadas de Super Amigos, onde Darkseid faz sua estréia.

## Revistas em quadrinhos
Junto com cada boneco da coleção, vinha um mini-gibi incluso, com uma história relativa ao personagem adquirido. Entretanto, outras séries de quadrinhos tiveram o mesmo nome, nos Estados Unidos e Brasil.

### Estados Unidos
Houve 3 minisséries em quadrinhos baseadas na coleção de brinquedos, publicadas pela DC Comics; uma de 1984 (com 5 edições), de 1985 (com 6 edições) e de 1986 (com 4 edições, cujo final não foi publicado). Todas elas envolviam planos de Darkseid contra a Liga da Justiça (chamados de Superpowers Team, nessas revistas).

### Brasil
No Brasil, a Editora Abril, que por muito tempo teve direito exclusivo de publicação sobre os personagens da DC Comics, e resolveu-se, tendo como inspiração a linha dos bonecos, criar uma publicação trimestral com importantes histórias e sagas dentro do Universo DC. Durou cerca de 37 números, com o primeiro lançado em 1985. No princípio, o logotipo da revista era idêntico ao dos brinquedos, mudando a partir do número 7 e outra mudança no número 11.

#### Resumo das edições de Superpowers
- 1-Legião dos Super-Heróis versus Darkseid
- 2-Superman e Ametista
- 3-Liga da Justiça original
- 4-Batman versus Doutor Hugo Strange
- 5-Crise nas Infinitas Terras: Morte da Supermoça
- 6-Monstro do Pântano versus Doutor Arcano
- 7-Legião dos Super-Heróis contra a profecia.
- 8-Superman e Batman
- 9-Novos Titãs versus Exterminador
- 10-Tributo ao Batman
- 11-Superman encontra o Superboy do Mundo Compacto
- 12-Nuclear (DC Comics) versus Liga da Justiça e Esquadrão Suicida
- 14-Milênio (início)
- 15-Millennium  (fim do Grande mestre)
- 16-Superman e Mulher-Maravilha
- 17-Primeira aparição de Supermoça (Matriz)
- 19-Novos Titãs versus Antítese
- 21-Alan Moore escreve Superman em Para o homem que tem tudo e O que aconteceu com o Homem de Aço?[4]
- 25-Esquadrão Suicida
- 26-Superman e Batman versus a Intergangue; Álbum de família do Superman
- 28-Batman e Exterminador (estréia da nova Vigilante)
- 29-Batman e Robin - Guerra das Sombras
- 30-Quem matou Eléktron?
- 31-Armageddon Inferno: Retorno da Sociedade da Justiça
- 32-Origem de Bane
- 33-Novos Titãs: O casamento de Asa Noturna e Estelar
- 34-Liga da Justiça versus Liga da Justiça original
- 35-Força Tarefa Liga da Justiça
- 36-Novo Batman vs. Coringa
- 37-Liga da Justiça versus Pesadelo (último número)

## Álbum de figurinhas
Em 1988, a Cromy lançou um belissimo álbum de figurinhas também no auge da coleção Super Powers. Na página central, havia uma ilustração 3D com heróis da Legião dos Super-Heróis (um óculos 3D vinha incluso ao álbum com esta finalidade). Curiosidade: no álbum, Capitão Marvel (chamado de Shazam!) estava catalogado como vilão.